# Bo Leijonhufvud
Bo Knut Sten Rudolf Leijonhufvud, född den 14 december 1868 i Stockholm, död där den 9 april 1952, var en svensk friherre och jurist. Han var son till Sten Leijonhufvud.
Leijonhufvud blev juris utriusque kandidat vid Uppsala universitet 1893, assessor i Svea hovrätt 1904, tillförordnat kansliråd i utrikesdepartementet 1906–1907, konstituerad revisionssekreterare 1908, hovrättsråd 1910, revisionssekreterare 1910 och justitieråd 1911–1938. Han var ledamot och sekreterare i arbetsavtalskommissionen 1907–1909, biträde i justitiedepartementet för arbetsavtalsfrågor 1909–1910, 1910–1911, ombudsman hos vetenskapsakademien 1908–1911, kontrollör hos Stockholms enskilda bank 1909–1911.